# Мария I де Куси
Мария I де Куси (фр. Marie Ire de Coucy; апрель 1366, Куси, Пикардия — 1404, после 3 марта) — графиня Суассона с 1397 года. Старшая дочь Ангеррана VII де Куси и его жены Изабеллы Английской, внучка английского короля Эдуарда III.

## Биография
В ноябре 1384 года вышла замуж за Анри де Марля (1362—1397), маркиза де Понт-а-Муссон, сына Роберта I де Бара и его жены Марии Валуа, сестры французского короля Карла V.
Наследовала отцу 18 февраля 1397 года: графиня Суассона, дама де Куси и д’Уази, владелица многих других сеньорий на севере Франции.
На половину наследства претендовала Изабелла Лотарингская — вторая жена Ангеррана VII, в пользу своей дочери Изабо. Тяжба длилась до тех пор, пока Мария в 1400 году не продала свои права на Куси и Суассон брату короля Людовику I Орлеанскому за 400 тысяч ливров турнуа при условии своего пожизненного владения этими сеньориями. Однако тот из обещанной суммы заплатил только 160 тысяч. Началось судебное разбирательство, в ходе которого Мария умерла вскоре после свадебного праздника, проходившего 3 марта 1404 года (не без подозрений на отравление).
Её сын Роберт де Бар (1390 — 15 октября 1415, погиб в битве при Азенкуре) продолжил тяжбу, но смог вернуть только графство Суассон (в 1412 году). Также после смерти своей тётки Изабо де Куси (1411) он унаследовал доставшиеся ей по разделу сеньории Фер и Монкорне и часть графства Суассон, находившуюся в её владении с 1408 года по решению суда.